# NGC 570
NGC 570 (другие обозначения — UGC 1061, MCG 0-4-162, ZWG 385.159, PGC 5539) — спиральная галактика с перемычкой (SBa) в созвездии Кит. Открыта Джорджем Мэри Сирлом в 1867 году, описывается Дрейером как «очень тусклый, довольно крупный объект круглой формы, более яркий в середине и в ядре».
Этот объект входит в число перечисленных в оригинальной редакции «Нового общего каталога».
Галактика NGC 570 входит в состав группы галактик NGC 545. Помимо NGC 570 в группу также входят ещё 10 галактик.
Галактика NGC 570 входит в состав группы галактик NGC 585. Помимо NGC 570 в группу также входят ещё 22 галактики.